# Henricia clarki
Henricia clarki är en sjöstjärneart som beskrevs av Fisher 1910. Henricia clarki ingår i släktet Henricia och familjen krullsjöstjärnor.
Artens utbredningsområde är Kalifornien. Inga underarter finns listade i Catalogue of Life.